# Södra Kläppsvattnet
Södra Kläppsvattnet är en sjö i Sollefteå kommun i Ångermanland och ingår i Ångermanälvens huvudavrinningsområde.